# Pappelteich (Harz)
Der Pappelteich ist ein Teich in Ermsleben. Entwässert wird der Teich in die Selke.

## Beschreibung
Am Teich befindet sich ein Wehr. Im, von einem Anglerverband bewirtschafteten, Teich wurden Flussbarsch, Karpfen, Plötze und Rotfeder nachgewiesen. Im Teich liegt eine etwa 86 Ar große, stark mit Bäumen bewachsene, Insel.